# 赤ちゃん一時避難プロジェクト
赤ちゃん一時避難プロジェクト（あかちゃんいちじひなんプロジェクト）は、2011年（平成23年）の東日本大震災に対する支援活動の一つで、震災に遭った東北地方の赤ちゃんや乳幼児、およびその母親ら家族を安全な土地へ一時的に避難させるために実施された救援活動。
発起人は特定非営利活動法人（以下、NPO法人と略）・日本ファーストエイドソサェティ（Japan First Aid Society。以下では略称のJFASで表記）の岡野谷純と、NPO法人・全国商店街まちづくり実行委員会の理事長の安井潤一郎であり、ほかには災害人道医療支援会（Humanitarian Medical Assistance、以下では略称のHuMAで表記）、宮城復興支援センターの計4団体のNPO法人の連携により実施された。
2016年（平成28年）には熊本地震に対する支援活動として実施された。

## 発端
全国商店街まちづくり実行委員会は商店街振興で宮城県南三陸町と交流があり、その南三陸が震災に遭ったことから、理事長の安井がただちに町の支援行動を開始。一方、子どもの事故防止や赤ちゃんの心肺蘇生法の講習に努めるJFASでは、翌日から被災地支援を開始したが、乳幼児の命の危険を感じ、県外避難の検討を開始した。ここでJFAS代表の岡野谷が旧知の安井にコンタクトをし、連携体制を整えるために震災翌日に本プロジェクトを立ち上げた。
震災現場の避難所では、不衛生な環境下で咳、胃腸炎、入浴できないための湿疹に見舞われた乳幼児たちが多く見受けられていた。新陳代謝が活発な時期に1週間も入浴できない乳幼児もいた。肉体面のみならず、笑顔を失ったり、すぐに泣くようになったり、以前は元気だったのに避難所に来ておとなしくなったといった具合に、精神面での被害も深刻であった。母親にしても、避難所では子供の泣き声一つで周囲の大勢の避難者たちに気を配らなければならず、授乳も気軽にできる環境ではなかった。そうした母親の不安を子供が感じることで、子供は同様のストレスに遭い、親子ともにストレスがたまる一方で、一時的に母乳が出なくなる母親もいた。産院でもベッドの調整がつかず、産後わずか3日の子供が避難所へ直行することもあった。物資不足も深刻であり、水がないためにミルクを温めることができず、ミルクの代りにジュースを与えられている乳幼児すらいた。
こうした事情で、乳幼児を健康に育てることのできる場所へ避難させることは必至となった。被災地の商店街仲間からも子供たちの助けを求める声が安井のもとへ届けられたこともあり、震災10日目に前述の他2団体とともに、プロジェクトの実行委員会が発足された。乳幼児たちのみならず母親をも支援させる理由の一つとして、国際連合児童基金（以下、ユニセフと略）ソマリア支援事務所から急遽日本へ派遣された医師・国井修は、母乳は衛生的で免疫成分も含まれているため、母乳育児を続けるための支援が必要と主張した。

## 支援者
活動に際しての資金集めでは「乳幼児を助ける」という目的を明確化したことで多くの協力を得られ、20日間で600万円もの額が集まった。しかし宿泊費や移動費などすべての運営費を試算すると、それをはるかに上回る数千万円もの額が必要となり、プロジェクトは開始早々にして暗礁に乗り上げた。
この資金難に対し、いち早く支援を名乗り出て大きく貢献したのが新潟県南魚沼郡湯沢町である。当時の同町町長であった上村清隆は、日本全国に先駆けて被災者の受け入れを宣言。1億2千万円の予算を組み、町内の各宿泊施設での受け入れ態勢をとった。国の制度を活用し、不足分は町が全額を負担することとし、被災者が食事付きの宿に無料で滞在可能となる仕組みが整えられた。さらに被災者のみならず、被災者を支援する本プロジェクトの人員にも宿泊の準備が用意された。
この湯沢町による支援の背景には、かつて同町が新潟県中越地震で被害を負った際に周囲から支援を受けたという事情があり、上村町長は今回の多大な支援の理由を「恩返し」の一言で済ませた。民間の宿泊施設が避難所として割り当てられた背景には、JFASは保育自体を実施する団体ではないために避難所の設営経験がなかったという事情や、避難者たちの安心と安寧を重視するという配慮もあった。
ほかにもHuMAやユニセフが医療費を負担することで、滞在費・医療費一切無料とするプロジェクト体制が整った。特定医療法人の大坪会からは医薬品の寄付があった。山形県天童市出身の源吾朗ら大道芸人が東京都の浅草花やしきでチャリティーイベントとして大道芸を披露し、観光客たちからの投げ銭を本プロジェクトに全額寄付して支援した。

## 活動開始
前述の南三陸の被害が甚大であったことから、避難支援は南三陸から開始された。震災から2週間後、プロジェクトのメンバーは南三陸を訪れ、避難所や自宅避難している家庭を訪問して趣意を説明した。被災仲間から引き離すと心の傷が深まる恐れがあるとして、同じ地域の母子が離散しないよう移動させるなどの配慮もとられた。当初は100組の家族の避難を見込んだがところが、後述するような理由から、このときの避難家族はわずか3組であった。
しかしその後、テレビ、新聞、インターネットなどでの告知により、宮城県石巻市、岩手県釜石市、福島県などからの避難者が増加し、避難家族は4月中旬には25組78人、5月中旬には100組に昇った。「旅館の仕事を手伝ってもいいので泊めてほしい」との問合せすら寄せられるほどだった。

## 設備

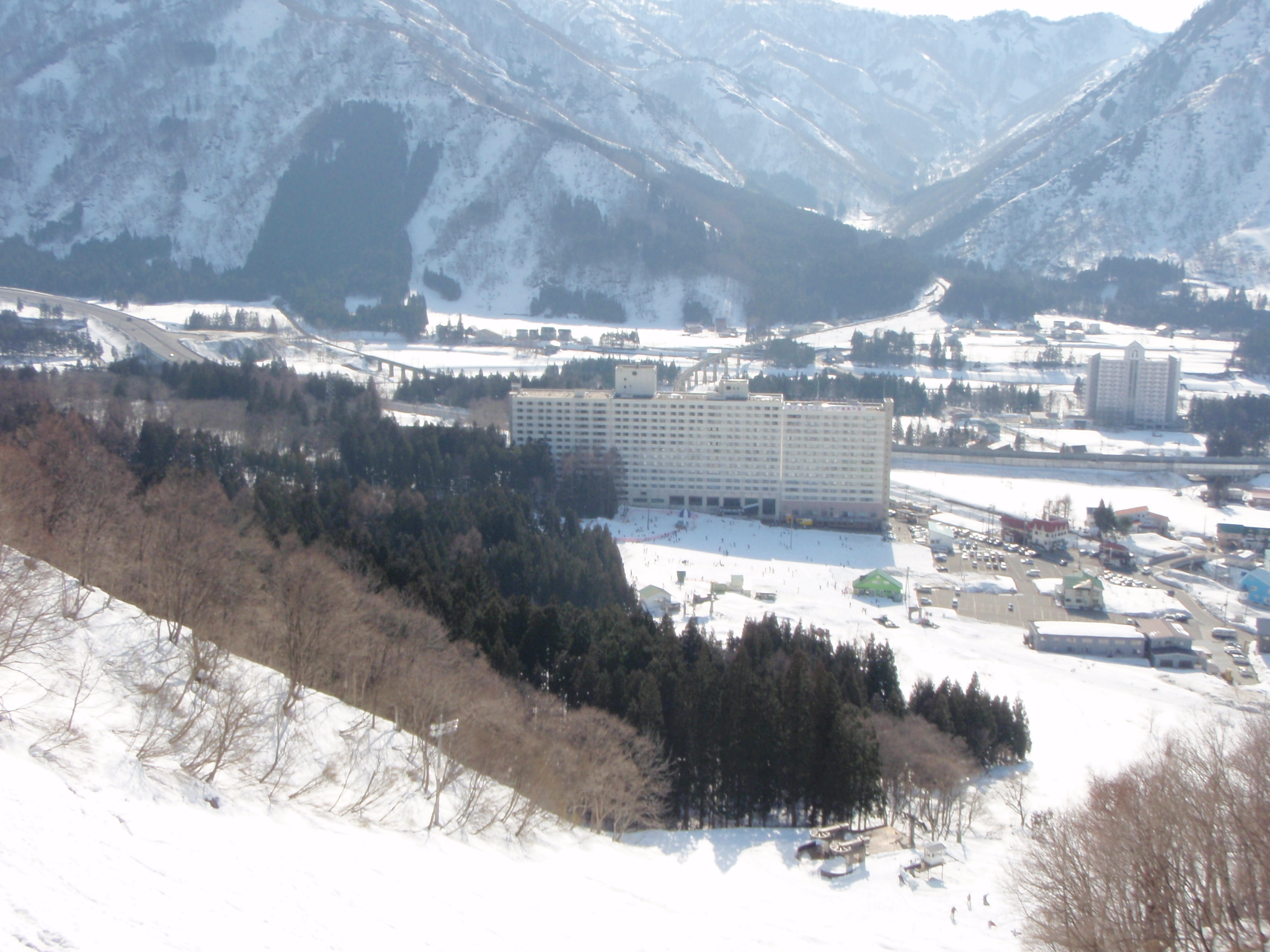
エンゼルグランディア越後中里

湯沢町で避難先にあてられたリゾートホテル・エンゼルグランディア越後中里では、避難者家族にはそれぞれ個室が割り当てられ、プライベートの守られた環境が用意された。部屋はキッチン完備で、24時間入浴可能な大浴場もあり、食事はビュッフェで3食付き、乳幼児用の粥も用意された。毎日の生活には食事の時間以外にルールはなく、自宅気分で普段のように過ごすことができた。衣類やミルクなど育児に必要な日用品、玩具、文具なども揃えられた。
特に避難者たちに好評を博したのは、ホテル内に設置された診察室である。湯沢町には基幹病院に産科および小児科が常設されておらず、まして100組もの家族は湯沢町の医療では受け入れきれなかったため、プロジェクトにより避難者専門の診察室が設置に至った。ここには看護師や小児科医も常駐し、急病時には夜間の診察も行えるよう、24時間呼び出し可能な携帯電話も用意され、いつでも無料で利用可能な態勢が整えられた。
前述のように子供たちの精神面の被害も深刻であったことから、子供たちを和ませるため、宿泊施設にはプレイルームが用意され、保育士やチャイルドマインダーなど遊びの展開が上手なボランティアが子供たちの相手をした。不定期に子供向けに菓子作りなどのイベント、母親用に勉強会やヨガ教室なども催された。2011年5月には、宮城県仙台市出身のヴァイオリニストの大平まゆみが慰問コンサートを行ない、母親たちの体調を考慮した曲目で避難生活の疲労を癒し、子供向けの曲目などで子供たちを楽しませた。
プロジェクト名には「赤ちゃん」とあるが、地元の小・中学校に一時的に通えるように支援して就学児も受け入れられ、下は7か月から上は9歳までの子供が利用した。乳幼児の兄弟・姉妹や両親はもちろん、祖父母がともに避難するケースもあった。
避難者たちの宿泊期限は当初、ライフライン復旧の見込まれるまでの2011年4月25日までとされ、1人30日までという日数制限も設けられていたが、後に湯沢町は一気に宿泊期限を同年7月25日まで延期し、日数制限も廃止した。この好意を受けてプロジェクト自体もHuMAでの費用負担のもと、8月末まで延長が決定され、避難者たちは余裕をもって休息をとることができた。被災地からこの避難先への移動だけでなく、避難を終えて帰郷する際の移動の費用もプロジェクトにより負担された。

## 効果・反響
この一時避難の効果により、前述のように咳が止まらなかった子供、胃腸炎に侵されていた子供、湿疹がひどかった子供が別人のように回復を見せた。精神面においても、笑顔の失われていた子供が笑顔を取り戻した。ストレスで夜中に何度もミルクを欲しがっていた子供も、夜から朝まで熟睡するようになった。親の安心が伝わるのか、表情も豊かになった。ボランティアのスタッフの1人は、避難所から移ったばかりのときは表情の硬かった子供が、数日で笑顔が増えて走り回るようになったと語った。
参加した家族からは、「想像以上に子供たちにとって素晴しい環境」「心身共に休めた」「知り合いも呼びたい」「皆に教えたくて、子供がいる友達全員にメールした」といった喜びの声や、「今後のことも少しずつ考えていけるようになった」と前向きな声もあり、総じて、満足度は非常に高いようであった。避難生活を終えた家族同士が後に再会した際は、同様の立場の者同士として共通の話題が生まれるといった副次的な効果も見られた。
こうした結果から、子供に必要なのものは休息と栄養、そして思い切り遊んでストレスを発散させるために自由に遊ぶ場所と時間と考えられ、そのためには、たとえ一時的でも清潔な場所に避難させることが急務との意見もあり、乳幼児は母親の笑顔が大好きであることから、疲労している母親が元気を取り戻すこともまた重要と見られている。
発起人の安井は本プロジェクトの成功の要因を、震災からすぐに専門知識を持つNPOが結集し、その呼び掛けに応じて自治体が動いたことと語った。また、湯沢町の上村町長の要請に対して宿泊施設が即応、プロジェクトからの提案に対して南三陸町長・佐藤仁が受け入れを即断するといった具合に、行動力のある自治体が結束したこと、民間の実行力と官民が連携したことも、プロジェクト推進の原動力と見られた。さらに、プロジェクト終了までに医師21名、一般ボランティア229名など、マスメディアやインターネットでの募集に対して多くのボランティアが参加したことや、NPO一団体では行動力に限界があるが（一例としてJFASは医療系の団体のため、物流は広報は得意としていない）、様々な分野の複数のNPOが連携して活動したことも、プロジェクト成功の大きな要因の一つであった。

## 評価
2012年6月には、今回の震災の被災者支援や復旧活動などに携わった計136団体の一つとして、新潟県より感謝状を授与された。同県から災害復旧活動への感謝状贈呈は、2007年の新潟県中越沖地震以来5年ぶりのことである。
同6月には、東日本大震災女性支援ネットワーク（2014年6月設立の「減災と男女共同参画 研修推進センター」の前身）発行による『こんな支援が欲しかった!〜現場に学ぶ、女性と多様なニーズに配慮した災害支援事例集』に、東日本大震災の支援団体の経験から得られた支援事例の中において、乳幼児を抱える母親の負担・不安軽減の事例の一つとして紹介された。同年10月には、兵庫県の男女共同参画センターで作成された『母と子の防災・減災ハンドブック地域版』において、母子の視点で見た被災事例のうちの好事例、およびNPO、ボランティア、行政の様々な災害の想定と協力による乳幼児や妊産婦へ具体的な支援方策の一つとして紹介された。
2014年3月には、被災者に対する支援で多大な功績をおさめたとして、厚生労働大臣からの感謝状を授与された。

## 問題点
同プロジェクトが動き出した当初は、ほとんどの被災地が停電続きの上に電話も通じていなかった。南三陸からの移動初日の参加家族がわずかであった背景には、被災地が深刻な情報不足に陥っており、プロジェクトの対象である子供を抱える家族たちに呼び掛けが届いていなかったという事情があった。
さらに今回の乳幼児と親たちの避難を大きく阻んだのは、親族の抵抗だった。父親が復興作業にあたっている家庭では、仕事疲れの父親にとっては子供の笑顔が唯一の楽しみであり、その父親を残して母子だけ避難するにあたっては、母親の決断が大きく揺らぐこととなった。子供の存在は、避難生活においては光となっていることは確かに事実であった。また、「子どもを守ろう」「逃げて」という呼びかけが避難を後押しする一方で、「こんなときこそ家族が一致団結」「こんなときこそ家族は一緒にいるべき」という意見や、「逃げたら地元には戻れない」という意見もあり、口に出さないまでも、そうした雰囲気や無言の圧力が避難を思い留まらせる場合が多々見られた。家族を離散させないよう、家族全員を避難させようとする配慮もあったが、その際には子供のいないほかの家族へ遠慮して避難したがらない人、周囲から「逃げた」と言われるのが怖くて避難を躊躇する人も見受けられた。これらに対しJFAS代表の岡野谷純、京都市会議員の井上教子らは、子供たちを守るためには大人の理論や都合よりも、子供の健康を優先して取り組むべきと唱えている。
しかしながら本プロジェクトは、国や自治体の地域防災計画を修正して実現したものではないため、家族の分断や地域離散などへの保証もなく、夫婦が離ればなれでの生活を強いられたケースもいくつかあったため、避難者の心の負担が大きかったであろうことは、岡野谷も認めている。一旦はホテルへ避難したものの、「慣れない土地での育児は辛い」との理由で、1か月も経たないうちに帰郷するケースも見られた。

## 避難の終息・その後の活動
当初の避難対象であった南三陸の家族たちは、2011年5月中旬には三陸全域でライフラインが徐々に整備されたため、同月末には帰郷し、その後は福島第一原子力発電所事故による放射能の影響を危惧する福島の家族たちのみとなった。その家族たちもすべて同年8月末までに仮設住居や新居へと転居し、これをもって本プロジェクトは次の局面へと移行した。
その後、プロジェクトのスタッフたちは南三陸での子供たちの健康調査を定期的に継続しており、復興にも寄与している。また「プチ一時避難」と称し、福島県いわき市、宮城県石巻市、岩沼市、牡鹿郡女川町などの被災者の家族たちを2,3泊の県外旅行に招き、短期間ながら子供たちに屋外で伸び伸びと過ごし、気分を一新することのできる機会を提供するための活動を実施している。

## 熊本地震への救援活動
2016年（平成28年）の熊本地震の発生に際し、福岡県豊前市が本プロジェクトに賛同したことで、同2016年4月より、同地震で被災した未就学児と家族の一時避難が開始された。熊本地震で、このプロジェクトによる受け入れ表明をした自治体は、豊前市が初めてである。豊前市が10世帯分10戸の市営住宅を無償で用意し、その光熱水費も負担した。昼と夕方の食事を提供したほか、職員に呼びかけて集めた家電製品や日用品、生活必需品も貸し出した。また、支援物資を被災地に送り、義援金は2016年4月末時点で118万円になった。
次いで北九州市の協力により、2016年5月からは北九州市による一時避難が開始された。同市内の市営住宅を一時避難場所として無償提供したもので、家賃、敷金は無料で、連帯保証人は不要とされた。また、水道料金を免除したほか、指定ゴミ袋やトイレットペーパーなどの生活用品も無料配布された。保育所や幼稚園での受け入れが可能で、その保育料も免除された。
熊本県大津町の体育館での避難生活を経て豊前へ避難した家族らからは「避難所では夜泣きで迷惑をかけることなどで行き場がなかったので、車で寝ていたので、助かった」「避難所ではインフルエンザも発生した」「家族だけの時間が取れ、リラックスできた」など、喜びの声が寄せられた。